# Mansura
Mansura (in arabo  المنصورة ‎?, al-Manṣūra), è una città dell'Egitto, capoluogo del governatorato di Dakahliyya.

## Geografia
Si trova nella regione del delta del Nilo, sulla riva orientale del ramo di Damietta. Dista circa 120 km dal Cairo e 40 km dalla città di Mit Ghamr. Sulla riva opposta del Nilo si trova la città di Talkha.

## Etimologia
Mansura significa La Vittoriosa, dal verbo arabo naṣara (نصر). Il nome ricorda la vittoria degli egiziani contro Luigi IX di Francia durante la settima crociata.

## Storia
Mansura sorse nel 1219 come accampamento di al-Malik al-Kamil, nipote di Saladino, in un'area dove già sorgevano alcuni villaggi come Al-Bishtamir e Kafr al-Badamas. Proprio qui, l'8 febbraio 1250, durante la settima crociata, le truppe di Luigi IX di Francia furono sconfitte e messe in fuga. Tra i quindici e i trentamila crociati caddero sul campo di battaglia. Lo stesso Luigi IX fu catturato e confinato nella casa di Ibrahim Ibn Lokman, segretario del sultano. Dopo questa vittoria, la località prese il nome di Mansura ("La Vittoriosa").

## Cultura

### Istruzione

#### Università
Mansura ospita un'importante università, fondata nel 1962, inizialmente come succursale dell'Università del Cairo. Il centro di nefrologia e urologia dell'Università di Mansura è considerato come il miglior centro delle malattie del rene in Vicino Oriente e Africa.

## Sport
La principale società calcistica cittadina è l'El Mansoura.